# Gospatrico da Nortúmbria
Gospatrico, ou Cospatrico (do inglês Gospatric e Cospatric; do cúmbrico "Servo de São Patrício"; morto por volta de 1073), foi Conde de Nortúmbria, ou de Bernícia, e senhor depois das propriedades consideráveis ao redor Dunbar. Enquanto sua ascendência paterna é incerta, seus descendentes na posse do Condado de Dunbar, mais tarde conhecido como o Condado de Marca, no sudeste da Escócia até 1435.

## Fundo
Gospatrico foi um bisneto de Etelredo II através de sua mãe, Edite, e sua avó materna, Elgiva, que se casara com Uctredo, o Audaz.
É muitas vezes dito ter sido um filho de Mildredo, filho de Crínán de Dunkeld. Se isso é correto, Maldredo, aparentemente, não era o filho da esposa de Crínán conhecida como Bethóc, filha do rei escocês Malcolm II, já que os descendentes de Gospatrico não fizeram tal afirmação quando apresentaram suas alegações na Grande Causa para determinar a sucessão ao reinado dos escoceses após a morte de Alexandre III em 1286.
Alternativamente, em vez de ser descendente de um meio-irmão do rei Duncan I (Donnchad mac Crínáin), Gospatrico pode ter sido o filho mais novo do Conde Uctredo, o Audaz (falecido em 1016). Outra reconstrução faria Gospatrico o neto da primeira esposa descartada de Utredo, Egfrido, filha de Alduno, Bispo de Durham, através de Sigrida, sua filha com Cilverto, filho de Ligúlfo. Seja qual pode ter sido sua filiação, era claramente uma figura importante na Nortúmbria e Cúmbria, com laços com a família do Conde Uctredo.
A Vida de Eduardo, o Confessor, encomendado pela rainha Edite, contém um relato da peregrinação a Roma de Tostigo, Conde de Nortúmbria. Ela conta como um bando de ladrões atacaram a festa de Tostigo na Itália, em busca de sequestrar o Conde. Um certo Gospatrico "foi acreditado por causa do luxo de suas roupas e sua aparência física, que era realmente distinta" para ser do Conde Tostigo, e conseguiu enganar os pretensos raptores quanto à sua identidade até que o verdadeiro conde estava em segurança longe de cena. Se este era o mesmo Gospatrico, ou um parente com o mesmo nome, não está claro, mas sugere-se que sua presença na festa de Tostigo era a de um refém tanto como a de um convidado.

## Massacre do Norte
Depois de sua vitória sobre Haroldo Godwinson em Hastings, Guilherme da Normandia nomeou um certo Copsi ou Copsig, um apoiador do falecido conde Tostigo, que tinha sido exilado com seu mestre, em 1065, como Conde de Bernícia na primavera de 1067. Copsi estava morto dentro de cinco semanas, assassinado por Osulfo, neto de Uctredo, que se instalou como conde. Osulfo foi morto no outono por bandidos depois de menos de seis meses como conde. Neste ponto, Gospatrico, que tinha uma reivindicação plausível para o condado, dado a probabilidade de que estava relacionado com Osulfo e Uctredo, ofereceu ao rei Guilherme uma grande quantidade de dinheiro a ser dada ao condado de Bernícia. O rei, que estava no processo de aumento de impostos pesados, aceitou.
No início de 1068, uma série de revoltas na Inglaterra, juntamente com a invasão estrangeira, enfrentaram o rei Guilherme com uma terrível ameaça. Gospatrico é encontrado entre os líderes do levante, juntamente com Edgar, o Atelingo e Eduíno, conde de Mércia e seu irmão Morcar. Essa revolta logo entrou em colapso, e Guilherme começou desapropriar muitos dos proprietários de terras do norte e conceder as terras para imigrantes normandos. Para Gospatrico, isso significou a perda de seu condado para Roberto de Comines e o exílio na Escócia. A autoridade do rei Guilherme, além de problemas locais menores, como Herevardo, o Vigilante e Edrico, o Selvagem, parecia se estender com segurança em toda a Inglaterra.
Juntou-se ao exército invasor dos danos, escoceses e ingleses sob Edgar, o Atelingo no ano seguinte. Embora o exército foi derrotado, mais tarde foi capaz, a partir de sua posse do Castelo de Bamburgo, de fazer um acordo com o Conquistador, que lhe deixou imperturbável até 1072. A destruição generalizada em Nortúmbria conhecido como o Massacre do Norte refere-se a este período.

## Exílio
Em 1072 Guilherme, o Conquistador despojou Gospatrico de seu Condado de Nortúmbria, e o substituiu pelo filho de Sivardo, Valdevo, 1.º Conde de Northampton. Fugiu para o exílio na Escócia e não muito tempo depois foi para o Flandres. Quando retornou para a Escócia foi-lhe concedido o castelo em "Dunbar e terras adjacentes a ele", e no Mersey, pelo rei Malcolm Canmore. Este condado sem um nome na parte norte controlada por escoceses de Bernícia mais tarde se tornaria o condado de Dunbar.
Não sobreviver por muito tempo no exílio de acordo com a crônica de Rogério de Hoveden:
| “ | Não muito tempo depois disso, sendo reduzido a extrema debilidade, enviou para Alduíno e Turgot, os monges, que neste momento estavam vivendo em Melrose, na pobreza e contrito de espírito por causa de Cristo, e terminou sua vida com uma confissão completa de seus pecados, e grandes lamentações e penitência, em Ubbanford, que também é chamada de Northam, e lá foi enterrado no pórtico da igreja. | ” |

Era o pai de três filhos, e pelo menos uma filha chamada Etelreda, que se casou com Duncan II da Escócia, filho do rei Malcolm Canmore. Os três filhos eram:
- Gospatrico II, que foi morto na batalha de Standard em 1138;
- Dolfino, que parece ter recebido de Malcolm o governo de Carlisle. Também tem sido identificado com Dolfin de Bradley e acredita-se ser o progenitor das famílias Bradley, Staveley, De Hebden, e Thoresby.
- Valdevo, Senhor de Allerdale e Abade de Crowland

## Ficção
- Sob a grafia alternativa Cospatrick, aparece como um personagem importante no romance histórico de Nigel Tranter Margaret the Queen, de 1979.
- Gospatrico é um dos personagens centrais em Warriors of the Dragon Gold por Ray Bryant. O autor utiliza a versão que ele é o filho mais novo do Conde Utredo, então ele é chamado Gospatric Uchtredsson no livro.